# Haibane renmei
Haibane renmei (灰羽連盟?), tradotto dallo stesso autore con Charcoal Feather Federation, è un set di dōjinshi scritto e illustrato da Yoshitoshi ABe. Ne è stato successivamente tratto, nel 2002, un anime televisivo di 13 episodi dai toni fantasy e drammatici, noto in Italia anche col titolo Ali grigie, che, come il lavoro originale, segue da vicino un gruppo di Haibane (entità simili agli angeli) nella città di Glie. 

## Trama
La serie comincia con due scene. Una riguarda una giovane ragazza che cade dal cielo con un corvo che tenta di fermarla, non riuscendoci. L'altra incentrata su un gruppo di Haibane che trovano un bozzolo in una stanza e si preparano alla sua rottura. Appena viene scalfito ne esce una massa enorme di liquido che porta fuori la ragazza che stava sognando di cadere. Questa viene portata nella stanza degli ospiti e viene accudita dalle altre Haibane, che la chiamano Rakka (caduta), poiché è uso comune per le Haibane portare il nome del sogno fatto nel bozzolo. Rakka viene accudita da Reki, una delle più anziane, nel momento in cui le sue ali spuntano fuori dalla sua schiena (evento particolarmente doloroso). Le viene poi posata sulla testa una aureola e fissata momentaneamente con del fil di ferro.
Col passare del tempo Rakka scopre di vivere in una città completamente circondata da alte mura, che non possono essere oltrepassate (toccarle può persino portare alla morte). Nella città, popolata da esseri umani, le Haibane devono trovare un lavoro e con questo pagarsi indumenti (esclusivamente usati) e cibo, tramite un taccuino (è vietato loro l'uso del denaro) su cui annotano le spese. Le leggi che regolano la vita delle Haibane vengono promulgate e fatte osservare dalla Haibane Renmei.
Rakka diventa sempre più amica di Reki e Kuu, anche se quest'ultima diventa sempre più distante, finché un giorno non scompare del tutto dopo aver attraversato la foresta a ovest in un lampo di luce. Viene spiegato a Rakka che era il suo "Giorno del volo" (Day of Flight) e che Kuu in realtà se n'è andata per sempre, destino che spetta a tutte le Haibane.
Rakka però cade in depressione finché le sue ali non si colorano di nero. Reki, che la scopre intenta a tagliarsi le piume con le forbici, le dà una medicina per schiarire le chiazze nere. Le viene spiegato quindi che ora è "sin-bound", marchiata dal peccato di colpe del suo passato. Si scopre quindi che la stessa Reki si trova in quella situazione e che come Rakka non riesce a ricordare completamente il suo sogno. Sempre depressa, Rakka segue i corvi nella foresta dove trova, in fondo ad un pozzo un corvo morto. Capisce che quel corvo era qualcuno che apparteneva alla sua vita passata, tramutato in corvo per poter attraversare le mura della città e starle accanto. Dopo aver trovato perdono da parte di questa entità nel ritrovamento, le sue ali tornano grigie. Parlando poi con Washi, membro della Haibane Renmei scopre che Reki non è ancora riuscita ad espiare le proprie colpe e che il suo tempo sta scadendo. Se al termine non riuscirà a partire per il suo "giorno del volo" perderà le ali e si ritroverà isolata da tutto e tutti. Rakka decide quindi di aiutare la propria amica, così come lei era stata aiutata dal corvo.
Scoperta quindi la storia del passato di Reki, che aveva causato dolore ad Hyouko, un ragazzo appartenente ad un altro gruppo di Haibane, fin quasi ad ucciderlo, Rakka tenta di chiedere aiuto a questo gruppo di Haibane, compreso lo stesso Hyouko. Ma Reki si rifiuta in realtà di chiedere aiuto, per paura di fidarsi di qualcuno che potrebbe poi tradire la sua amicizia, ormai rassegnata al proprio destino. Ma quando Rakka le consegna un regalo dell'Haibane Renmei, contenente il suo vero nome, Reki non fa che infuriarsi maggiormente e rivela a Rakka che in realtà non glien'è mai importato nulla della ragazza e che le stava accanto solo per potersi guadagnare in questo modo la salvezza finale.
Rakka la lascia allora nella sua stanza, dipinta interamente da Reki secondo i ricordi confusi del suo sogno, di cui ricordava soltanto una luce in fondo ad un selciato di piccole pietre. Ma Rakka scopre il diario della sua compagna e capisce che Reki ha così tanto finto di essere buona e gentile che alla fine lo è diventata veramente, soltanto che lei stessa non si è mai voluta rendere conto del cambiamento. Torna quindi nella stanza-sogno e fa in tempo a salvare l'amica, poco prima del sopraggiungere del treno sotto cui Reki nella vita passata si era gettata. In questo modo le ali di Reki tornano grigie e finalmente può prepararsi per il suo "giorno del volo".

## Personaggi

Rakka e Reki

- Rakka ("Cadere"): l'ultima arrivata a Old Home, Rakka è particolarmente curiosa, soprattutto circa il proprio passato. È amichevole, sensibile e cerca sempre di rendersi utile (alla ricerca del suo lavoro, decide di provare prima tutti quelli delle altre Haibane per farsi un'idea). Col tempo diventa particolarmente legata a Reki.
- Reki (da Gareki "Piccole pietre"): sempre sorridente e gentile, una delle più anziane Haibane, cela in realtà diversi problemi con il proprio passato e complessi che non riesce a risolvere, tra cui la paura di chiedere aiuto per non doversi sentire poi tradita.
- Kuu ("Cielo"): La più giovane tra le Haibane più grandi, conserva uno spirito allegro e frizzante. Sviluppa una particolare affezione per Rakka, che la ricambia profondamente.
- Nemu ("Dormire"): La più vecchia Haibane di Old Home, viene presa spesso in giro per il fatto che è sempre assonnata. All'inizio aveva una forte antipatia per Reki, che si è trasformata successivamente in amicizia.
- Kana (da Kawa no Sakana "Pesce di fiume"): un maschiaccio, incline alla meccanica, sempre allegra e frizzante.
- Hikari ("Luce"): forse l'Haibane con meno personalità, mite e dolce.
- Hyouko ("Lago ghiacciato"): ragazzo del gruppo residente nell'Abandoned Factory, legato da un evento passato con Reki.
- Midori: ("Verde") ragazza del gruppo residente nell'Abandoned Factory, legata a Reki da amicizia fino all'evento che ha coinvolto Hyouko e le ha divise.

## Haibane
Le Haibane sono una razza di persone somiglianti ad angeli, con piccole ali grigie sulla schiena e un'aureola di simil-metallo che viene deposta sulla loro testa durante il loro primo giorno di vita. Nate da bozzoli giganti, vengono al mondo in età variabile ma tutte durante la fanciullezza o prima adolescenza. Viene mostrato che il bozzolo si forma da un seme che cade dal cielo e atterra solitamente in una stanza vuota della Old Home. Il bozzolo è pieno di liquido, ma all'interno le Haibane possono respirare. È uso comune che le Haibane debbano rompere il bozzolo da sole per uscire.
Dentro al bozzolo le Haibane esistono già completamente formate, con una veste bianca. I primi tempi fanno un sogno, immagini appartenenti alla vita passata. Questo è tutto ciò che rimane loro a livello di memoria del passato. Rakka però sembra ricordare alcune delle sue emozioni verso una persona non bene identificata, impersonificata poi in un corvo. Ad ogni Haibane viene dato un nome che viene estrapolato dal sogno precedente alla nascita.
Durante il primo giorno di vita spuntano le ali tramite un processo doloroso. La pelle sulla schiena viene praticamente bucata dall'osso delle ali che successivamente devono essere pulite dal sangue per non rimanere macchiate. Questo procedimento viene effettuato da altre Haibane, visto che la nuova arrivata è paralizzata da una forte febbre. Le ali sono all'inizio difficili da muovere, ma con il tempo il loro controllo diventa sempre più semplice. In ogni caso non potranno permettere all'Haibane di volare, hanno dimensione e movimenti limitati e vanno protette dal freddo per non disperdere il calore.
Le Haibane non possono usare il denaro. Al posto di questo annotano le spese su un taccuino e come ricevuta pagano i materiali con le pagine di questo. Il taccuino viene fornito dal gruppo Haibane Renmei. Le Haibane possono avere solo materiale usato o fabbricato da loro stesse.
Dopo un certo punto ogni Haibane ha il proprio "Giorno del Volo" in cui si devono addentrare nella foresta per svanire dietro le mura di cinta, dopo che un raggio luminoso si è innalzato al cielo. La loro aureola in questo momento si stacca e rimane nella città di Glie.

## Sin-Bound
Alcune Haibane non ricordano correttamente il proprio sogno e hanno le ali chiazzate o completamente nere. Per questo vengono chiamate (Tsumitsuki) Sin-Bound (peccatrici). In questa condizione si può nascere o semplicemente mutare, come nel caso di Rakka.
Queste Haibane non possono avere il proprio "giorno del volo" e al termine del loro tempo perdono le ali e vengono isolate dalla comunità. È possibile che i membri della Haibane Renmei siano effettivamente ex sin-bound, anche se non viene spiegato all'interno della serie approfonditamente, ma si può dedurre da diversi disegni sui loro costumi e sul loro modo di vivere.

## Episodi
| Nº | Titolo italiano (Tradotto) Giapponese 「Kanji」 - Rōmaji | In onda          | In onda |
| Nº | Titolo italiano (Tradotto) Giapponese 「Kanji」 - Rōmaji | Giapponese       |         |
| 1  | Bozzolo - Un sogno in cui si cade dal cielo - Vecchia Casa 「繭 空を落ちる夢 オールドホーム」 - kokon sora wo ochiru yume ōrudohōmu                                   | 9 ottobre 2002   |         |
| 2  | La Città e il Muro - Toga - Haibane Renmei 「街と壁 トーガ 灰羽連盟」 - machi to kabe tōga haibane renmei                                                             | 23 ottobre 2002  |         |
| 3  | Tempio - Washi (Illuminazione) - Pancake 「寺院 話師 パンケーキ」 - jiin hanashi shi pankeuki                                                                         | 6 novembre 2002  |         |
| 4  | Il giorno della spazzatura - La Torre dell'Orologio - Uccelli che volano oltre il Muro 「ゴミの日 時計塔 壁を越える鳥」 - gomi no nichiji kei tō kabe wo koe ru tori  | 13 novembre 2002 |         |
| 5  | Biblioteca - La Fabbrica Abbandonata - Il Principio del Mondo 「図書館 廃工場 世界のはじまり」 - toshokan haikōjō sekai nohajimari                                    | 20 novembre 2002 |         |
| 6  | La fine dell'estate - Pioggia - Perdita 「夏の終わり 雨 喪失」 - natsu no owari ame sōshitsu                                                                          | 27 novembre 2002 |         |
| 7  | Cicatrice - Malattia - Il principio dell'inverno 「傷跡 病 冬の到来」 - kizuato byō fuyu no tōrai                                                                     | 27 novembre 2002 |         |
| 8  | Uccello 「鳥」 - tori | 4 dicembre 2002  |         |
| 9  | Il pozzo - Rinascita - Indovinello 「井戸 再生 謎掛け」 - ido saisei nazo kake                                                                                        | 4 dicembre 2002  |         |
| 10 | Kuramori - Gli Haibane della Fabbrica Abbandonata - Il lavoro di Rakka 「クラモリ 廃工場の灰羽達 ラッカの仕事」 - kuramori haikōjō no hai hane tachi rakka no shigoto | 11 dicembre 2002 |         |
| 11 | Separazione - Il buio nel cuore - Cose Preziose 「別離 心の闇 かげがえのないもの」 - betsuri kokoro no yami kagegaenonaimono                                          | 11 dicembre 2002 |         |
| 12 | Noci a campanella - La Festa dell'Anno Nuovo - Riconciliazione 「鈴の実 過ぎ越しの祭 融和」 - suzu no mi sugi koshi no matsuri yūwa                                   | 18 dicembre 2002 |         |
| 13 | Il mondo di Reki - Preghiera - Epilogo 「レキの世界 祈り 終章」 - reki no sekai inori shūshō                                                                          | 18 dicembre 2002 |         |

## Colonna sonora

### Haibane renmei: Hanenone
1. Refrain Of Memory
2. Free Bird
3. Toga
4. Breath Of Germ
5. Starring Of The World
6. Little Place's Rondo, A
7. Silent Wonderland: REM Sleep
8. Song Of Dream, World Of Bubble
9. Rustle
10. Shadow Of Sorrow
11. Blight
12. Wondering
13. Fading
14. Ripples By The Drop
15. Someday, Lasting, Serenade
16. Love Will Light The Way
17. Ethereal Remains
18. Ailes Grises

### Haibane renmei: Seinaru Syoukei - Image Album
1. Seinaru Syoukei (Desiderio Sacro)
2. Mayoi no Kotori (Uccello Esitante) - Tema di Rakka
3. Wasureru Mizu (Acqua delle Dimenticanza) - Tema diKana
4. Misekai no Arika	(Il luogo del mondo sconosciuto) - Tema di Hikari
5. Sora he no Michi	(La strada per il Cielo)
6. Ashita he Modorou (Ritorno al Domani) - Tema di Nemu
7. Sora ni Arigatou (Un Saluto dal Cielo) - Tema di Kuu
8. Tooku ni Kimi wa	(Tu sei lontano) - Musica & Arrangiamento: Ueno Yoko
9. Moeru Ishi ni Natte (Diventare una pietra ardente) - Tema di Reki
10. Free Bird - Mahiru no Tsuki he to -	(Uccello libero - Alla Luna Pomeridiana)

### Omake (Out of Tracks)
Incluso insieme al 3º DVD della versione giapponese.
Musiche & Arrangiamenti: Kō Otani
1. Jiyuu no Tori (Uccello della libertà)
2. Old Home no Hibi (I Giorni alla Old Home)
3. Machi he (Verso la città)
4. Kaze Wa Yasashiku Hoo wo naderu (Il vento accarezza le mie guance)
5. Tsuki To Aoi Kage (La Luna e le Ombre Azzurre)
6. Mori No Kodou, Kabe No Syougeki (Il Battito della Foresta, L'impatto del Muro)
7. Adore
8. Tatta Hitori No Komoriuta (Ninnananna Solitaria)
9. Doukoku (Lamento)
10. Wasurarenai Koto (Qualcosa che non si Può Dimenticare)
11. Akumo, Betsuri, Soushitsu (Incubo, Separazione, Perdita)
12. Kakegae No Nai Atatakasa (Un calore insostituibile)

### Sigle
- Sigla iniziale: Free Bird
- Sigla finale: Blue Flow degli Heart of Air (voce Masumi Itō, nota anche per la sigla di Azumanga daiō)

## Distribuzione
Gli episodi sono stati trasmessi in Giappone dal 9 ottobre al 18 dicembre 2002 su Animax e Fuji Television.
In Italia il primo episodio è stato trasmesso in lingua originale sottotitolato alle ore 1.30 dell'11 settembre 2005, nell'ambito dell'Anime Week di MTV. La licenza per l'Italia dell'anime era stata acquisita dalla Shin Vision, ma il fallimento dell'azienda ha impedito ad oggi la sua pubblicazione in italiano.

## Curiosità
- Come lo stesso autore ha dichiarato, il lavoro è stato ispirato largamente dal libro La fine del mondo e il paese delle meraviglie di Haruki Murakami. Molti temi e simboli sono tratti dal libro, come la città dalle mura invalicabili e la perdita di memoria del protagonista rispetto alla sua vita precedente.[3]